# Теорема Ріса
Теорема Ріса (також теорема Ріса-Фреше) у функціональному аналізі стверджує, що кожен лінійний обмежений функціонал у гільбертовому просторі може бути представлений через скалярний добуток за допомогою деякого елементу.

## Твердження
Нехай маємо:
- Гільбертів простір H
- Лінійний обмежений функціонал {\displaystyle f\in H'} у просторі {\displaystyle H}

Тоді існує єдиний елемент {\displaystyle y} простору {\displaystyle H} такий, що для довільного {\displaystyle x\in H} виконується {\displaystyle f(x)=\langle y,x\rangle }.
Також виконується рівність
{\displaystyle \|y\|=\|f\|}

## Доведення
{\displaystyle \ker(f)} ядро лінійного функціоналу є векторним підпростором {\displaystyle H}.

### Існуванняy{\displaystyle y}
Якщо {\displaystyle f\equiv 0}, достатньо взяти {\displaystyle y=0}.
Якщо ж {\displaystyle f\neq 0}, тоді {\displaystyle \ker(f)\neq H} .
Відповідно можна знайти елемент {\displaystyle b\in \ker(f)^{\bot }\smallsetminus {\big \{}0{\big \}}},
{\displaystyle \forall x\in H}, позначимо {\displaystyle p_{x}=x-{\tfrac {f(x)}{f(b)}}b}.
Оскільки очевидно {\displaystyle p_{x}\in \ker(f)} маємо за означенням b, що {\displaystyle \langle b,p_{x}\rangle =0}.
З лінійності скалярного добутку отримуємо:
{\displaystyle \left\langle b,x-{f(x) \over f(b)}b\right\rangle =0=\langle b,x\rangle -{f(x) \over f(b)}\|b\|^{2}}
Звідси {\displaystyle f(x)=\langle b,x\rangle {\tfrac {f(b)}{\|b\|^{2}}}}.
Нарешті
{\displaystyle f(x)=\langle y,x\rangle }
де позначено {\displaystyle y={\tfrac {f(b)}{\|b\|^{2}}}b}.

### Єдиністьy{\displaystyle y}
Припустимо {\displaystyle y} і {\displaystyle z} елементи {\displaystyle H} Що задовольняють {\displaystyle f(x)=\langle y,x\rangle =\langle z,x\rangle }.
Для всіх {\displaystyle x\in H} справджується {\displaystyle \langle y-z,x\rangle =0} зокрема {\displaystyle \langle y-z,y-z\rangle =\|y-z\|^{2}=0} звідки й отримується рівність {\displaystyle y=z}.

### Рівність норм
Для доведення {\displaystyle \|y\|=\|f\|} спершу з нерівності Коші-Буняковського маємо: {\displaystyle f(x)=\langle y,x\rangle \leq \|y\|\|x\|}. Звідси згідно з визначенням норми функціоналу маємо: {\displaystyle \|f\|\leq \|y\|.} З іншого боку {\displaystyle f(y)=\langle y,y\rangle \leq \|y\|\|f\|} звідки {\displaystyle \|y\|\leq \|f\|}. Поєднуючи дві нерівності одержуємо {\displaystyle \|y\|=\|f\|}